# Ruisseau des Tauris
Le ruisseau des Tauris, est un ruisseau français qui coule en région Occitanie, dans le département de Tarn-et-Garonne. C'est un affluent direct de la Garonne en rive droite.

## Géographie
De 11 km de longueur, il prend sa source sur la commune de Dieupentale et se jette dans la Garonne en rive droite sur la commune du Finhan en Tarn-et-Garonne.

### Département et communes traversés
- Tarn-et-Garonne : Finhan, Verdun-sur-Garonne, Monbéqui, Bessens, Dieupentale

## Principaux affluents
- Ruisseau de Lamothe : 8,5 km
- Ruisseau de Lacanal : 2,9 km